# 邹宏
邹宏，又名鄒弘，江西庐陵（江西吉安）人，清朝政治人物。同進士出身。
順治十五年（1658年），登進士。康熙二年（1663年），接替陈以恪任上海县知县一职，1666年由安承启接任。